# Pierre-Joseph Redouté
Pierre-Joseph Redouté (n. Saint-Hubert, Bélgica; 10 de julio de 1759 - f. París, 19 de junio de 1840) fue un pintor famoso por sus pinturas de plantas a la acuarela, especialmente de rosas.
Se trasladó a París en 1782, protegido por su hermano Antoine-Ferdinand Redouté. Allí conoció a los eminentes botánicos Charles Louis L'Héritier de Brutelle y René Louiche Desfontaines, quienes le orientaron hacia la ilustración botánica, disciplina que estaba en pleno auge. En 1787 viaja al Real Jardín Botánico de Kew, cerca de Londres, para continuar sus estudios.
Vuelve en 1788 a París, donde L'Heritier lo introduce en la Corte de Versalles. La reina María Antonieta le nombra pintor de su gabinete.
En 1792 es contratado por la Académie des Sciences. En 1798 encuentra protección en la emperatriz Josefina de Beauharnais y, posteriormente, es nombrado su pintor oficial. Después del divorcio de Napoleón pasó a enseñar pintura a su nueva esposa, la emperatriz María Luisa de Austria.
En 1809, Redouté el eseña sus pinturas a la emperatriz Marie-Louise.
En 1824 impartía cursos de dibujo en el Muséum national d'histoire naturelle de París, a los que asistían numerosas damas de la realeza.

Colaboró con los mejores botánicos de su época y participó en unas cincuenta obras.
Redouté fue capaz de superar, sin demasiados problemas, la sucesión de crisis políticas y de sobrevivir a los diferentes regímenes gracias a que obtuvo una gran reconocimiento internacional por sus representaciones exactas de las plantas que siguen siendo consideradas tan buenas como el primer día.
París entre 1798 y 1837 fue el centro cultural y científico de Europa durante un periodo excepcional de la ilustración botánica.
Redouté contribuyó con más de 2100 placas publicadas que representa a más de 1800 diferentes especies

## Principales publicaciones
- Geraniologia (1787-1788)
- Plantes grasses (2 volúmenes, 1790)
- Traité des arbres et arbustes que l'on cultive en France, par Duhamel. Nouvelle édition, avec des figures, d'après les dessins de P. J. Redouté (7 volúmenes, 1800-1819)
- Les Liliacées (8 volúmenes, 1802-1816)
- Les Roses (3 volúmenes, 1817-1824) 1 2 3
- Choix des plus belles fleurs et de quelques branches des plus beaux fruits. Dédié à LL. AA. RR. les princesses Louise et Marie d'Orléans (1827)
- Catalogue de 486 liliacées et de 168 roses peintes par P.-J. Redouté (1829)
- Alphabet Flore (1835)
- Póstumamente, en 1989:
  - Champignons du Luxembourg. Planchas inéditas de Pierre-Joseph Redouté (1759-1840). Manuscrito de Louis Marchand (1807-1843). Editó el Ministerio de Estado. Comisión gubernamental para la conmemoración del 150.º aniversario de la Independencia del Gran Ducado de Luxembourg; Musée national d'histoire naturelle du Luxembourg; Sociedad de naturalistas luxemburgueses, 1989.

## Tres rosas pintadas por Pierre-Joseph Redouté

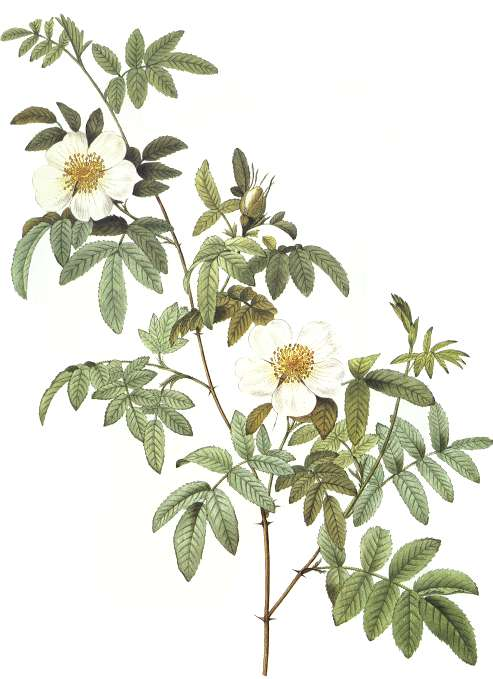
Rosa clinophylla
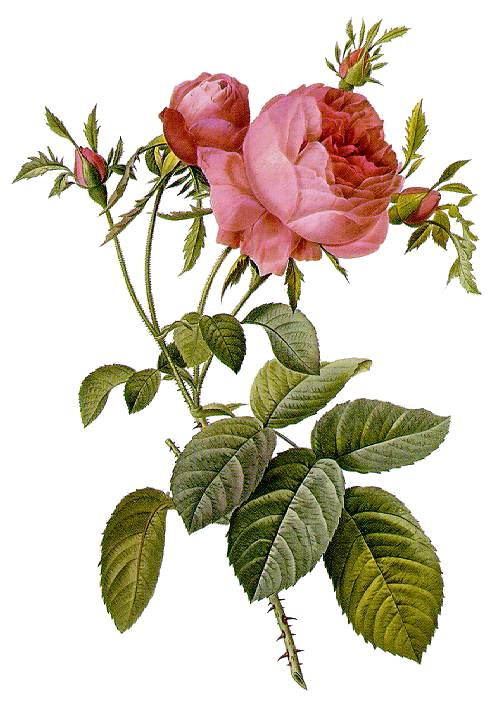
Rosa×centifolia (rosa de cien pétalos)
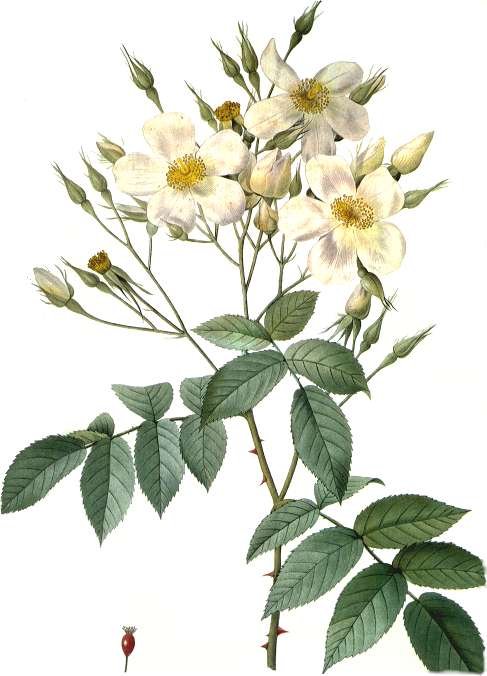
Rosa moschata (rosa mosqueta)

- La abreviatura «Redouté» se emplea para indicar a Pierre-Joseph Redouté como autoridad en la descripción y clasificación científica de los vegetales.[1]